# Lucio Marcio Censorino (console 149 a.C.)
Lucio Marcio Censorino  (latino: Lucius Marcius Censorinus) (fl. II secolo a.C.) è stato un politico e generale romano.

## Biografia
Fu eletto console con Manio Manilio Nepote nel 149 a.C., il primo anno della terza guerra punica. Prima ancora dello scoppio delle ostilità, ad entrambi i consoli fu comandato dal Senato di portarsi in Africa, ma a Manilio Nepote fu affidato il comando dell'esercito, mentre a Censorino quello della flotta. Durante le ultime trattative con i Cartaginesi per scongiurare il conflitto, il cui contenuto è stato descritto nel dettaglio da Appiano di Alessandria, Censorino fu nominato portavoce romano, perché era conosciuta la sua abilità come oratore.
I Romani chiesero che i Cartaginesi abbandonassero la loro città e che ne costruissero un'altra ad almeno dieci miglia all'interno, senza quindi la possibilità di un accesso al mare. I Cartaginesi rifiutarono una tale proposta e in seguito i consoli iniziarono i preparativi per l'assedio della città punica. Poco dopo a Censorino fu comandato di ritornare a Roma per organizzare i comizi, lasciando al solo Manilio Nepote l'incarico di portare avanti l'assedio.
Nel 147 a.C. Censorino fu censore con Lucio Cornelio Lentulo Lupo.
Come riportato da Cicerone, il filosofo Clitomaco dedicò a Censorino una sua opera, oggi perduta .